# Kalina (Piła)

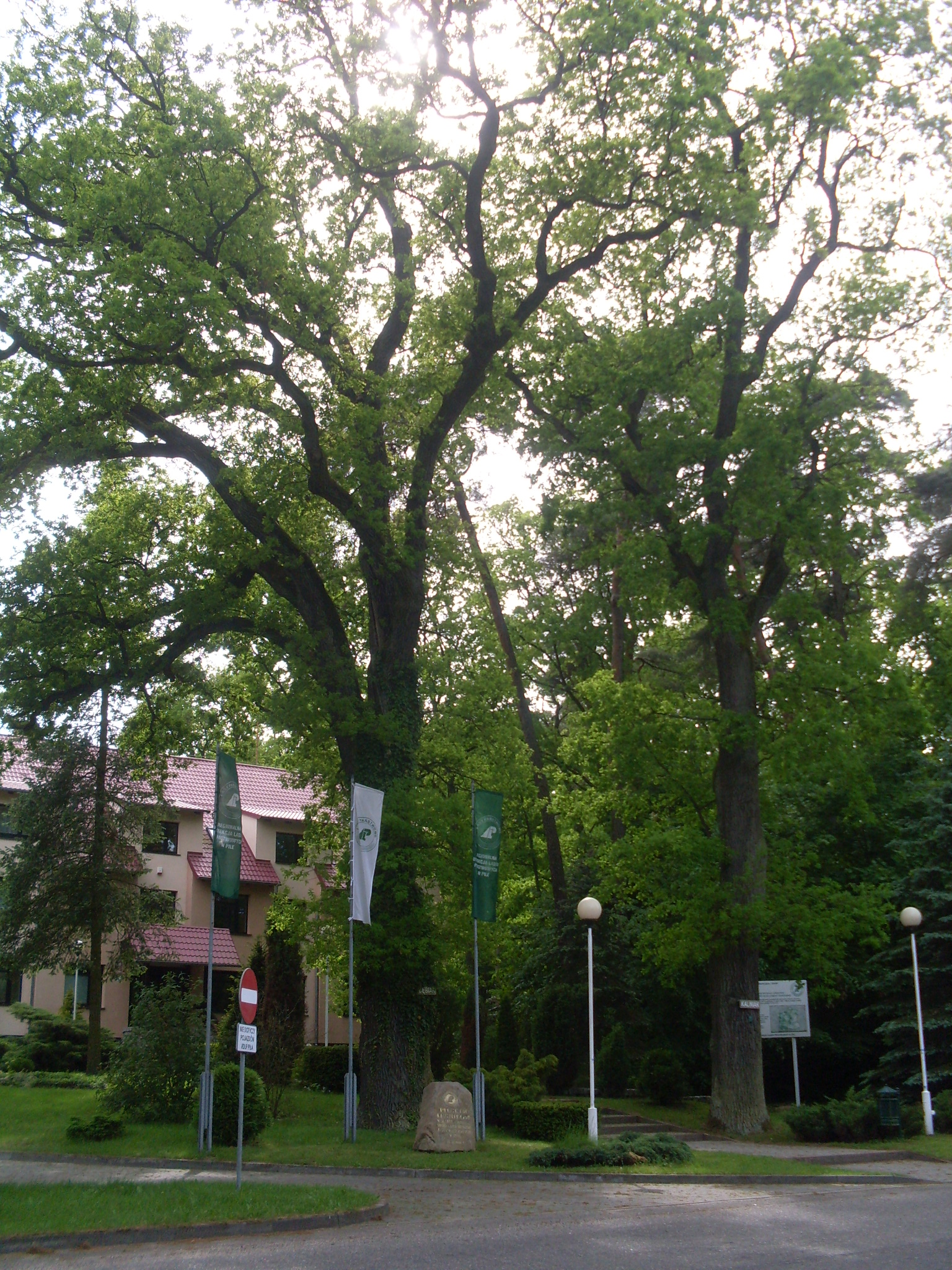
Dęby Kaliniak i Dębiak przed siedzibą RDLP

Kalina – część Piły należąca do jednostki pomocniczej gminy osiedla Podlasie, położona między rzeką Gwdą a linią kolejową nr 354 i lasem sosnowym w zachodniej części miasta. Na terenie Kaliny znajduje się siedziba Regionalnej Dyrekcji Lasów Państwowych w Pile oraz kilka budynków mieszkalnych.
Do Kaliny można dotrzeć autobusami Miejskiego Zakładu Komunikacji (linia K do przystanku „Os. Kalina”). W pobliżu osiedla znajduje się przystanek kolejowy Piła Kalina, z którego można odjechać w kierunku Piły lub Poznania.

## Galeria

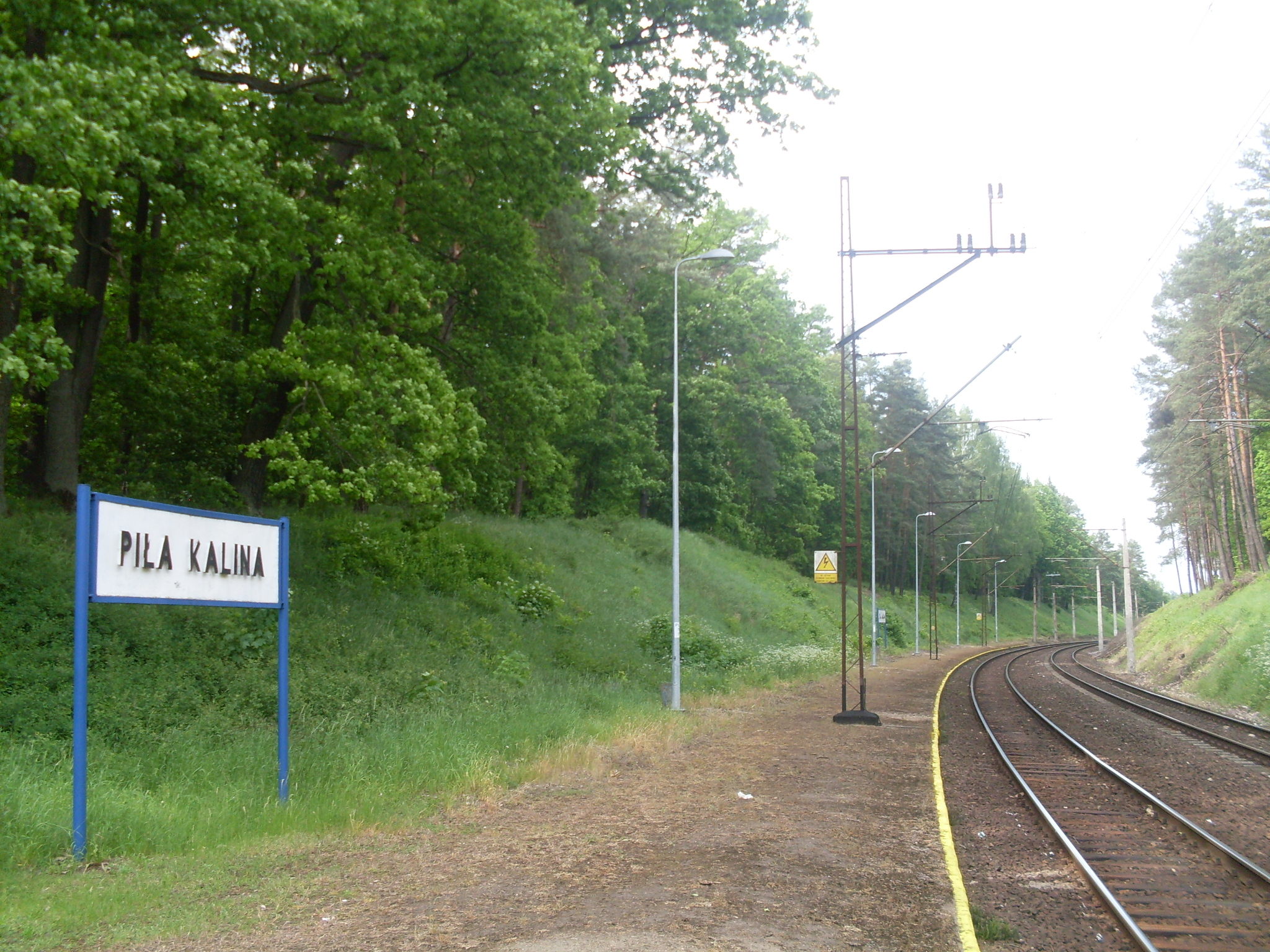
Przystanek kolejowy
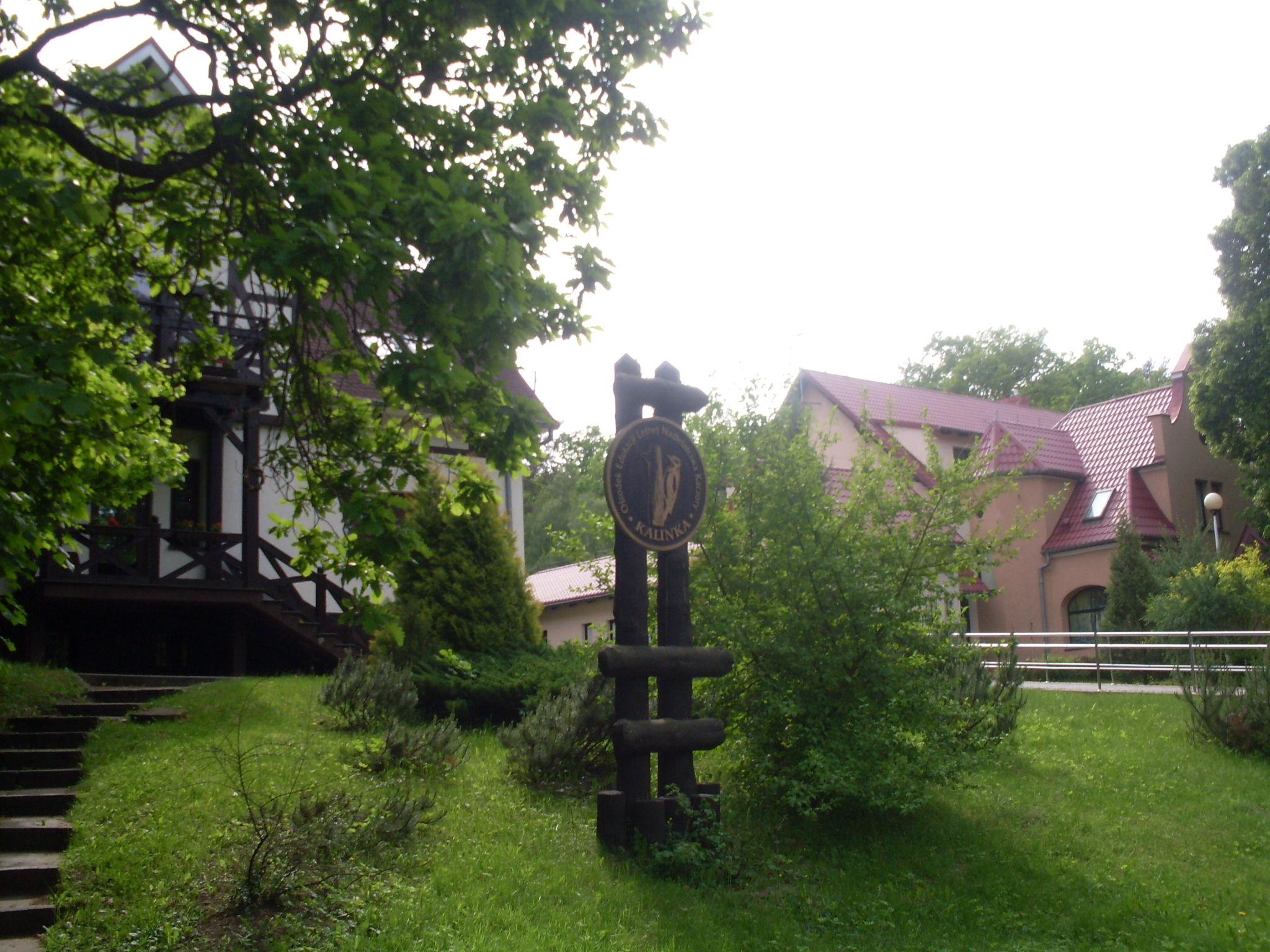
Ośrodek Edukacji Leśnej Nadleśnictwa Kaczory
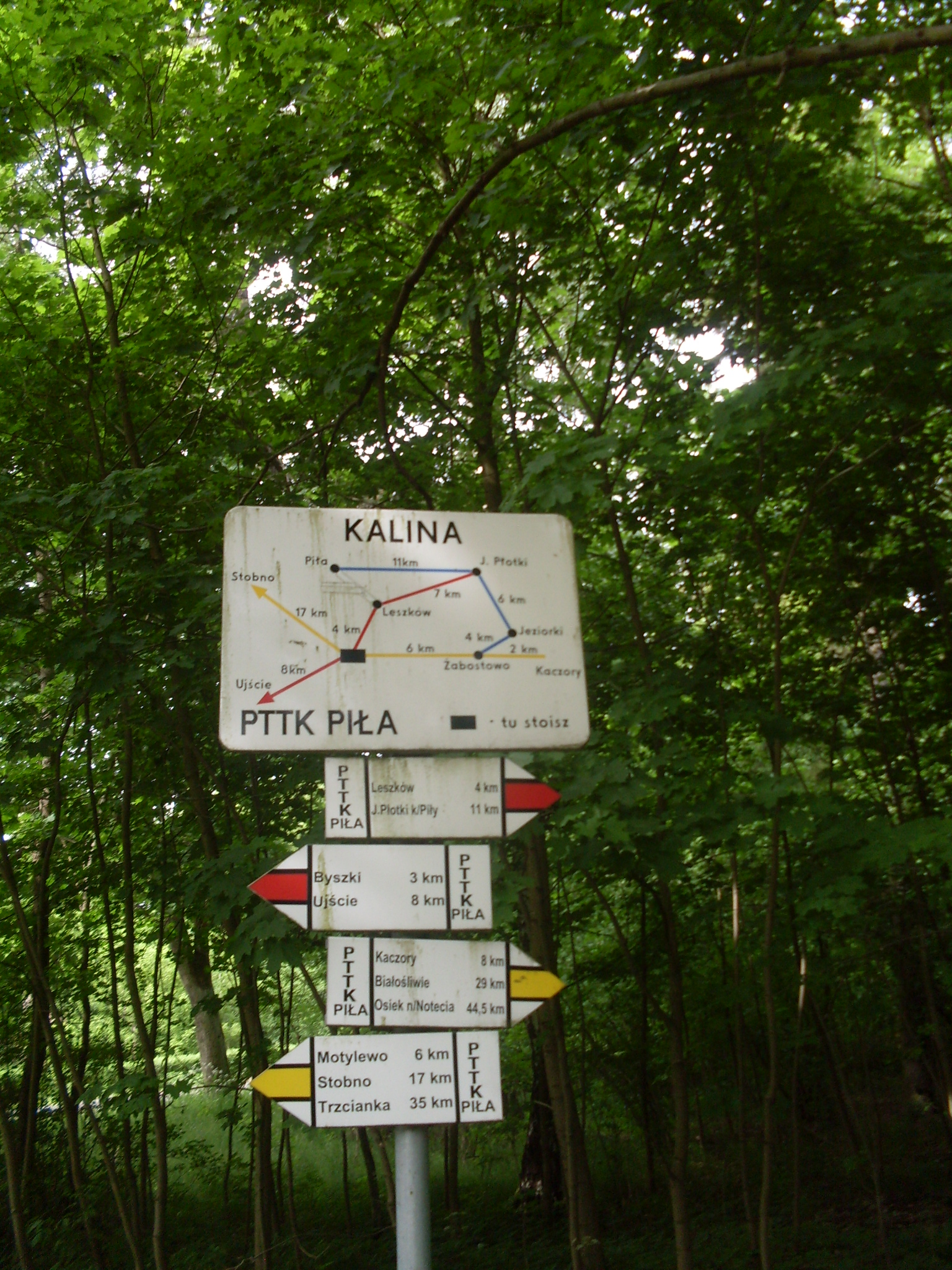
Trasy rowerowe